# Eva Cassidy
Eva Marie Cassidy (Washington, 2 februari 1963 – Bowie (Maryland), 2 november 1996) was een Amerikaanse zangeres die een aantal bekende nummers in eigen stijl coverde. Tijdens haar leven werd ze niet bekend, maar nadat ze was overleden aan de gevolgen van kanker kwam het verlate muzikale succes.

## Achtergrond en leven
Twee jaar na haar dood kwam een tape met Cassidy's versie van "Over the Rainbow" terecht bij het Britse radiostation BBC Radio 2. Het nummer werd gefilmd door een amateur tijdens het optreden in de Blues Alley in Washington op 3 januari 1996. Het dubbelalbum Nightbird (cd/dvd) is tijdens dit concert vastgelegd. Cassidy's album Songbird is een compilatiealbum van nummers die eerder verschenen op drie albums; dit werd een groot succes in Groot-Brittannië. In 2001 werd de plaat de best verkochte van Engeland en verscheen hij ook in de Nederlandse albumlijst.
Cassidy wordt beschreven als niet bepaald elegant in haar kledingstijl, en ook haar koppigheid en standvastigheid op het selecteren van haar nummers (waaronder vooral soul, jazz en gospel) irriteerde de platenmaatschappijen mateloos. Een paar maanden na het verschijnen van haar album "Live at Blues Alley" kreeg ze in juli 1996 last van pijn in haar heup. Dit bleek een in haar botten uitgezaaide vorm van huidkanker (melanoom) te zijn. De artsen gaven haar nog maar een paar maanden te leven. Ze overleed in november van datzelfde jaar.
Het laatste lied dat ze zong, zodanig verdoofd door pijnstillers dat ze op het podium geholpen moest worden, is haar eigen interpretatie van "What a Wonderful World" van Louis Armstrong.
Haar belangrijkste muzikale invloeden kwamen uit de genres jazz, blues, folk, gospel en pop. Cassidy werd ook weleens een "Shy Genius" (verlegen genie) genoemd.
Naast haar muziek was Cassidy ook veelal bezig met tekenen en schilderen.
Op 15 februari 2012 verscheen de door de Nederlandse muziekjournalist Johan Bakker geschreven biografie Behind the Rainbow, the tragic life of Eva Cassidy. Deze biografie won The People's Book Prize 2011/2012 en de vertaling heeft Eva Cassidy, de biografie geschreven door Johan Bakker als Nederlandstalige titel.

## Impact
- De Britse zangeres Katie Melua noemde Eva Cassidy als inspiratiebron. Haar song Faraway Voice is een eerbetoon aan Cassidy. Ook nam Melua postuum een duet op met Eva Cassidy. Dit duet, het van Louis Armstrong bekende What a Wonderful World, bereikte in het Verenigd Koninkrijk de eerste plaats van de hitlijst.[2][3][4]
- De Nederlandse zangeres Margriet Sjoerdsma bracht een album uit met liedjes die eerder zijn gezongen door Eva Cassidy. Ze trad hiermee op in tientallen uitverkochte zalen en gaf ook een optreden op het North Sea Jazz Festival.[5][6]
- Muziek van Cassidy werd gebruikt voor de soundtrack van diverse films, waaronder Maid in Manhattan (2002), Love Actually (2003), Alpha Dog (2006) en Devil's Knot (2013).[7]

## Discografie

### Albums
| Album met eventuele hitnotering(en) in de Nederlandse Album Top 100 | Datum van verschijnen | Datum van binnenkomst | Hoogste positie | Aantal weken | Opmerkingen     |
| ------------------------------------------------------------------- | --------------------- | --------------------- | --------------- | ------------ | --------------- |
| The other side                                                      | 1992                  | -                     |                 |              | met Chuck Brown |
| Eva by heart                                                        | 1997                  | -                     |                 |              |                 |
| Live at Blues Alley                                                 | 1997                  | -                     |                 |              | Livealbum       |
| Songbird                                                            | 1998                  | 24-03-2001            | 52              | 10           | Verzamelalbum   |
| Time after time                                                     | 2000                  | -                     |                 |              |                 |
| No boundaries                                                       | 2000                  | -                     |                 |              |                 |
| Method actor                                                        | 2002                  | -                     |                 |              |                 |
| Imagine                                                             | 26-08-2002            | 14-09-2002            | 66              | 3            |                 |
| American tune                                                       | 05-09-2003            | 20-09-2003            | 90              | 2            |                 |
| Wonderful world                                                     | 2004                  | -                     |                 |              | Verzamelalbum   |
| Somewhere                                                           | 29-08-2008            | 06-09-2008            | 48              | 8            |                 |
| Simply Eva                                                          | 28-01-2011            | 12-02-2011            | 42              | 3            |                 |
| The best of Eva Cassidy                                             | 2012                  | 10-11-2012            | 31              | 14           |                 |

- Het album Songbird is een compilatie van de albums The Other Side, Eva by Heart & Live at Blues Alley.
- Het album Wonderful World is een compilatie van de albums Time After Time, No Boundaries, the Other Side, Imagine & American Tune.

### NPO Radio 2 Top 2000
| Nummers met noteringen in de NPO Radio 2 Top 2000 | '05  | '06 | '07 | '08  | '09 | '10 | '11 | '12 | '13 | '14 | '15  | '16  | '17  | '18  | '19  | '20  | '21  | '22  | '23  | '24  |
| ------------------------------------------------- | ---- | --- | --- | ---- | --- | --- | --- | --- | --- | --- | ---- | ---- | ---- | ---- | ---- | ---- | ---- | ---- | ---- | ---- |
| Fields of Gold                                    | 1086 | 514 | 301 | 728  | 377 | 319 | 311 | 373 | 227 | 322 | 354  | 444  | 535  | 584  | 625  | 698  | 655  | 647  | 558  | 675  |
| Songbird                                          | 1517 | 995 | 664 | 1331 | 983 | 774 | 590 | 701 | 654 | 900 | 1059 | 1178 | 1389 | 1509 | 1613 | 1662 | 1737 | 1626 | 1563 | 1538 |

1. ↑  Een vetgedrukt getal geeft de hoogste notering van een nummer aan.
2. ↑  2005 was het eerste jaar met een notering voor Eva Cassidy.

### Evergreen Top 1000
| Evergreen Top 1000 "Fields of Gold" | Evergreen Top 1000 "Fields of Gold" | Evergreen Top 1000 "Fields of Gold" | Evergreen Top 1000 "Fields of Gold" | Evergreen Top 1000 "Fields of Gold" | Evergreen Top 1000 "Fields of Gold" | Evergreen Top 1000 "Fields of Gold" | Evergreen Top 1000 "Fields of Gold" | Evergreen Top 1000 "Fields of Gold" | Evergreen Top 1000 "Fields of Gold" | Evergreen Top 1000 "Fields of Gold" | Evergreen Top 1000 "Fields of Gold" | Evergreen Top 1000 "Fields of Gold" | Evergreen Top 1000 "Fields of Gold" | Evergreen Top 1000 "Fields of Gold" | Evergreen Top 1000 "Fields of Gold" | Evergreen Top 1000 "Fields of Gold" |
| Jaar                                | 2008                                | 2009                                | 2010                                | 2011                                | 2012                                | 2013                                | 2014                                | 2015                                | 2016                                | 2017                                | 2018                                | 2019                                | 2020                                | 2021                                | 2022                                | 2023                                |
| ----------------------------------- | ----------------------------------- | ----------------------------------- | ----------------------------------- | ----------------------------------- | ----------------------------------- | ----------------------------------- | ----------------------------------- | ----------------------------------- | ----------------------------------- | ----------------------------------- | ----------------------------------- | ----------------------------------- | ----------------------------------- | ----------------------------------- | ----------------------------------- | ----------------------------------- |
| Positie                             | -                                   | -                                   | -                                   | -                                   | -                                   | -                                   | -                                   | -                                   | -                                   | 368                                 | 273                                 | 219                                 | 263                                 | 182                                 | 194                                 | 160                                 |